# Antti Raatikainen
Antti Raatikainen (* 29. September 1990) ist ein finnischer Biathlet und Skilangläufer.

## Karriere
Antti Raatikainen startet für Iisalmen Visa. Im Skilanglauf startet er seit 2010 in unterklassigen internationalen Rennen wie dem Scandinavian Cup oder in FIS-Rennen und bei nationalen Meisterschaften, ohne bislang herausragende Resultate zu erreichen. Sein internationales Debüt im Biathlon gab er im Rahmen der Biathlon-Juniorenweltmeisterschaften 2009 in Canmore, bei denen er 42. des Sprints, 30. der Verfolgung und Fünfter mit der Staffel wurde. Im Einzel musste er sich einzig Ludwig Ehrhart geschlagen geben und wurde Vizeweltmeister. Ein Jahr später wurde er in Torsby 22. des Einzels, 75. des Sprints und Staffel-Elfter. 2011 bestritt Raatikainen die Juniorenrennen der Biathlon-Europameisterschaften in Ridnaun, wo er 43. des Einzels, 59. des Sprints sowie in der Verfolgung überrundet wurde. Eigentlich war er auch für die finnische Männer-Staffel vorgesehen, die jedoch kurzfristig nicht an den Start ging.
Zum Auftakt der Saison 2011/12 bestritt Raatikainen in Otepää sein erstes Rennen bei den Männern im IBU-Cup und wurde 57.eines Einzels. Bestes Ergebnis ist bislang ein 2013 erreichter 43. Rang bei einem Verfolgungsrennen in Ostrow. Erste internationale Meisterschaft im Leistungsbereich wurden die Biathlon-Europameisterschaften 2014 in Nové Město na Moravě. Der Finne kam in allen vier Rennen zum Einsatz. Im Sprint lief er auf den 57. Platz, wurde im darauf basierenden Verfolgungsrennen überrundet und schied damit aus und kam im Einzel auf Rang 38. Mit Sami Orpana, Tuomas Grönman und Olli Jaakkola wurde er als Startläufer im Staffelrennen 17.

## Statistik

### Platzierungen im Biathlon-Weltcup
Die Tabelle zeigt alle Platzierungen (je nach Austragungsjahr einschließlich Olympische Spiele und Weltmeisterschaften).
- 1.–3. Platz: Anzahl der Podiumsplatzierungen
- Top 10: Anzahl der Platzierungen unter den ersten zehn (einschließlich Podium)
- Punkteränge: Anzahl der Platzierungen innerhalb der Punkteränge (einschließlich Podium und Top 10)
- Starts: Anzahl gelaufener Rennen in der jeweiligen Disziplin
- Staffel: inklusive Mixed- und Single-Mixed-Staffeln

| Platzierung         | Einzel | Sprint | Verfolgung | Massenstart | Staffel | Gesamt |
| ------------------- | ------ | ------ | ---------- | ----------- | ------- | ------ |
| 1. Platz            |        |        |            |             |         |        |
| 2. Platz            |        |        |            |             |         |        |
| 3. Platz            |        |        |            |             |         |        |
| Top 10              |        |        |            |             |         |        |
| Punkteränge         |        |        |            |             | 1       | 1      |
| Starts              |        | 1      |            |             | 1       | 2      |
| Stand: Karriereende |        |        |            |             |         |        |